# Alex Karras
Alexander George "Alex" Karras (Gary (Indiana), 15 juli 1935 – Los Angeles, 10 oktober 2012) was een Amerikaans acteur, professioneel worstelaar en Americanfootballspeler. Hij speelde de rol van pleegvader George Papadapolis in de televisieserie Webster.
Alex Karras speelde football in het team van University of Iowa Hawkeyes en speelde in de National Football Leage waar hij speelde voor de Detroit Lions van 1958-1962 en 1964-1970. In totaal speelde hij 161 wedstrijden. Zijn broers Lou en Theodore waren zelf ook professionele Americanfootballspelers. Verder was Alex Carras in de periode 1957-1971 een professionele worstelaar tot een knieblessure zijn loopbaan beëindigde.
Alex Karras was getrouwd met Ivalyn Joan Jurgensen van 1958 tot hun scheiding in 1976 met wie hij vijf kinderen had. Hij hertrouwde  met actrice Susan Clark van 1980 tot zijn dood in 2012. Samen hadden ze een dochter. Hij stierf op 77-jarige leeftijd aan nierfalen.

## Filmografie
- Hardcase (1972)
- The 500 Pound Jerk (1973)
- The Great Lester Boggs (1974)
- Blazing Saddles (1974)
- Babe (1975)
- Win, Place or Steal (1975)
- Mad Bull (1977)
- Jacob Two-Two Meets the Hooded Fang (1978)
- FM (1978)
- Alcatraz: The Whole Shocking Story (1980)
- When Time Ran Out... (1980)
- Jimmy B. & André (1980)
- Nobody's Perfekt (1981)
- Word of Honor (1981, niet op aftiteling)
- Maid in America (1982)
- Porky's (1982)
- Victor Victoria (1982)
- Against All Odds (1984)
- The Street Corner Kids (1994)
- The Street Corner Kids: The Sequel (1995)
- Buffalo '66 (1998)

## Televisieseries
- Daniel Boone (1969)
- Love, American Style (1971)
- The Odd Couple (1973)
- M*A*S*H (1974)
- McMillan & Wife (1974)
- ABC Afterschool Specials (1976)
- Good Heavens (1976)
- Mulligan's Stew (1977)
- Centennial (1978-1979), 12 afleveringen
- Masada (1981)
- Webster (1983-1989), 150 afleveringen
- Faerie Tale Theatre (1984)
- Civil Wars (1993)
- Fudge (1995)
- ABC Weekend Specials (1995)
- Arli$$ (1996)
- The Tom Show (1998)